# The Stars and Stripes Forever (film)
The Stars and Stripes Forever est un film muet américain réalisé par Francis Ford et sorti en 1913.

## Fiche technique
- Réalisation : Francis Ford
- Scénario : Grace Cunard
- Durée : 30 minutes
- Date de sortie :  États-Unis : 20 mai 1913

## Distribution
- Francis Ford : Sepulveda
- Grace Cunard : Mme Revier
- Alexander Gordon
- Victoria Forde : Mestizo